# Stazione di Bollate Nord
Stazione di Bollate Nord vasútállomás Olaszországban, Lombardia régióban, Bollate településen.

## Vasútvonalak
Az állomást az alábbi vasútvonalak érintik:
- Milánó–Saronno-vasútvonal

## Kapcsolódó állomások
A vasútállomáshoz az alábbi állomások vannak a legközelebb:
- Bollate railway station
- Stazione di Traversagna